# Cyrtopogon laphrides
Cyrtopogon laphrides är en tvåvingeart som beskrevs av Walker 1851. Cyrtopogon laphrides ingår i släktet Cyrtopogon och familjen rovflugor. Inga underarter finns listade i Catalogue of Life.